# Gyrinus unidentatus
Gyrinus unidentatus là một loài bọ cánh cứng trong họ van Gyrinidae. Loài này được Dejean miêu tả khoa học năm 1821.